# مرتب‌سازی چرخه‌ای
مرتب‌سازی چرخه ای جز دسته الگوریتمهای غیر مقیاس پذیر است. مرتب‌سازی چرخه‌ای بر خلاف مرتب‌سازی‌های محلی دیگر، یک مرتب‌سازی نسبی بوده و از لحاظ نظری مطلوب و بهینه‌است. در این مرتب‌سازی از ساختمان داده‌ها آرایه (رایانه) ای استفاده شده‌است. بر اساس این ایده که جایگشت می‌تواند عناصر را در داخل چرخه به صورت جداگانه مرتب کنند، کلیه عناصر در چرخه چرخانده شده و در نتیجه کلیه عناصر مرتب خواهند شد.
برخلاف تمامی روش‌های مرتب‌سازی، در این روش عناصر در جایی دیگر از آرایه به سادگی نوشته نشده‌اند که بتوان آن‌ها را از طریق یک عملیات آن‌ها را به داخل آرایه وارد کرد. هر عنصر دو بار از ابتدا نوشته می‌شود چه در موقعیت صحیح خود باشد و چه در موقعیت صحیح خود یک بار نوشته شده باشد. این تطابق حداقل تعداد رونویسی لازم برای تکمیل مرتب‌سازی در محل است.
به حداقل رساندن تعداد نوشتن‌ها در برخی مجموعه‌ها با داده‌های بزرگ که نوشتن آن‌ها گران تمام می‌شود، مفید است. مانند برخی رسانه‌های ذخیره‌سازی که با هر بار نوشتن طول عمر آن‌ها کاهش می‌یابد.

## الگوریتم
الگوریتم زیر چرخه‌ها و مسیر چرخش عناصر را پیدا کرده و نتیجه را به صورت مرتب شده ارائه می‌دهد. توجه داشته باشید که بازه(a,b) از a به b-1 می‌رود.
```
                
.
 
مرتب‌سازی
 
محلی
 
یک
 
آرایه
 
و
 
بازگشت
 
به
 
تعداد
 
راس
 
ها
*

def
 
cycleSort
(
array
)
:

  
writes
 
=
 
۰

             
.
 
حلقه‌ای
 
روی
 
آرایه
 
برای
 
پیدا
 
کردن
 
چرخه
 
به
 
منظور
 
چرخش
*

  
for
 
cycleStart
 
in
 
range
(
0
,
 
len
(
array
)
 
-
 
1
)
:

    
item
 
=
 
array
[
cycleStart
]

                                    
.
 
پیدا
 
کردن
 
محل
 
قرار
 
گیری
 
عنصر
*

    
pos
 
=
 
cycleStart

  
for
 
i
 
in
 
range
(
cycleStart
 
+
 
1
,
 
len
(
array
))
:

    
if
 
array
[
i
]
 
<
item
:

      
pos
 
+=
 
۱

       
.
 
اگر
 
عنصر
 
مورد
 
نظر
 
در
 
حال
 
حاضر
 
وجود
 
دارد
،
 
این
 
یک
 
چرخه
 
نیست
*

    
if
 
pos
 
==
 
cycleStart
:

      
continue

.
 
در
 
غیر
 
این
 
صورت
 
عنصر
 
قبل
 
از
 
هر
 
تکرار
 
به
 
درستی
 
در
 
محل
 
قرار
 
می‌گیرد
*

  
while
 
item
 
==
 
array
[
pos
]
:

    
pos
 
+=
 
۱

    
array
[
pos
],
 
item
 
=
 
item
,
 
array
[
pos
]

    
writes
 
+=
 
۱

                                                 
.
 
ادامه
 
چرخش
 
چرخه
*

  
while
 
pos
!=
 
cycleStart
:

                                    
.
 
پیدا
 
کردن
 
محل
 
قرار
 
گیری
 
عنصر
*

    
pos
 
=
 
cycleStart

  
for
 
i
 
in
 
range
(
cycleStart
 
+
 
1
,
 
len
(
array
))
:

    
if
 
array
[
i
]
 
<
item
:

      
pos
 
+=
 
۱

                  
.
 
عنصر
 
قبل
 
از
 
هر
 
تکرار
 
به
 
درستی
 
در
 
محل
 
قرار
 
گیرد
*

  
while
 
item
 
==
 
array
[
pos
]
:

    
pos
 
+=
 
۱

    
array
[
pos
],
 
item
 
=
 
item
,
 
array
[
pos
]

    
writes
 
+=
 
۱

return
 
writes

```

## حالت‌های خاص بهینه‌سازی
هنگامی که محتویات آرایه موارد تکراری از تعداد نسبتاً کمی از عناصر است، در یک بازه پیچیدگی زمانی مناسب تابع جدول درهم‌سازی جایی که برای قرار دادن یک عنصر مناسب است را به سرعت پیدا کند. در این صورت زمان مرتب‌سازی از(θ(n۲ به(θ(n+k تغییر خواهد کرد که در اینجا K تعداد کل هش‌ها می‌باشد. مرتب شده آرایه با دستور تابع هش به پایان می‌رسد؛ بنابراین انتخاب یک تابع هش که دستورات مناسبی را ارائه دهد بسیار مهم است.
قبل از عمل مرتب‌سازی یک بافت نگار (هیستوگرام) را که توسط توابع هش مرتب شده ایجاد کنید و تعداد مرتبه‌های تکرار رشته را در آرایه بشمارید. سپس یک جدول با جمع تجمعی هر ورودی در بافت نگار ایجاد کنید. توزیع احتمال حاوی موقعیت هر عنصر در آرایه خواهد شد. در این صورت محل مناسب عناصر تحت هش در زمان ثابت پیدا می‌شود و رجوع به جدول مجموع تجمعی در زمان خطی صورت می‌گیرد.